# León Abadías y Santolaria
León Abadías y Santolaria (Huesca, 1836-Córdoba, 1894) fue un pintor, dibujante y profesor español.

## Biografía

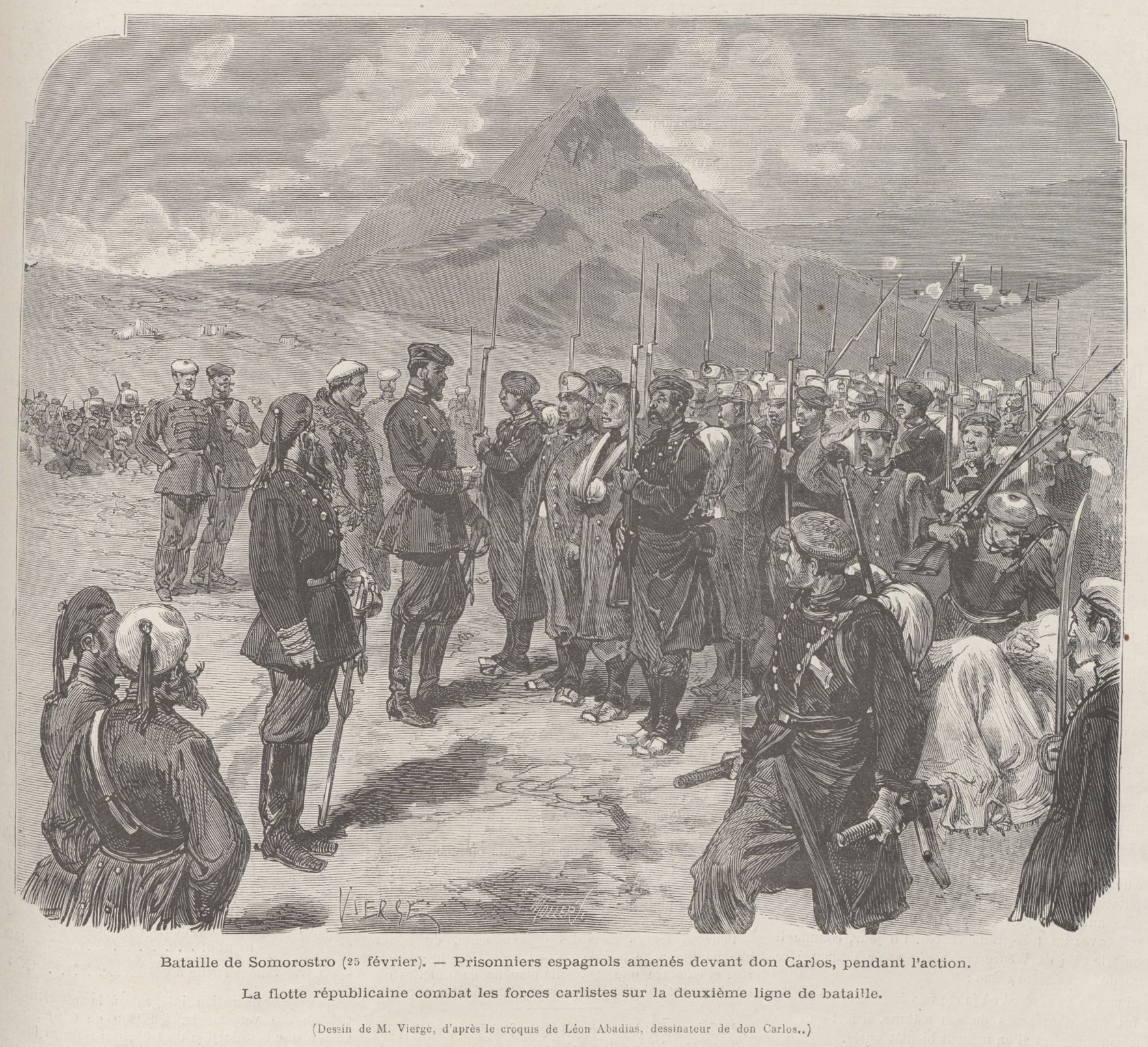
Batalla de Somorrostro. Dibujo de M. Vierge, según el croquis de León Abadías y Santolaria

Nacido en 1836 en la ciudad aragonesa de Huesca, perteneció a la Academia de San Fernando. Fue discípulo de Federico Madrazo, Carlos Mújica y Bernardino Montañés. En 1866 fue nombrado catedrático del Instituto de su ciudad natal, cargo en que cesó cuatro años después por haberse negado a jurar la Constitución de 1869. Tuvo su propia academia particular en la que estuvo como aprendiz el joven Santiago Ramón y Cajal, que ya por entonces se interesaba por el dibujo. En 1867 publicó el discurso Importancia y necesidad del dibujo aplicado a las artes en la Revista de Bellas Artes.
Defensor del carlismo, fue nombrado secretario de la junta provincial católico-monárquica de Huesca. Al venir la Restauración, ingresó nuevamente en el profesorado, teniendo que trasladarse a Córdoba, donde ocupó la cátedra de Dibujo en su instituto. En esta ciudad realizó varias pinturas decorativas en el Palacio de Viana.
Obtuvo medalla de bronce en la Exposición Aragonesa de 1868 por sus obras de bodegones, y sus restauraciones en el templo del Pilar de Zaragoza han sido célebres. También fue premiado en la Exposición Regional de Granada de 1883 y de nuevo en la Exposición Aragonesa de 1885. Pintó además varios retratos, paisajes y marinas. Presentó varias obras en la Exposición Nacional de 1887. En Huesca decoró los techos de la Diputación Provincial, los del Ayuntamiento y el techo de la tienda de ultramarinos La Confianza.
Se distinguió también como literato y propagandista católico. Cultivó la historia y la literatura, muy especialmente la novela, la narración de costumbres y el cuento. Sus mejores trabajos se hallan inscritos en la Revista Popular de Barcelona (1877-1889).

## Obras
- La parada del ejército de Isabel II en Montearagón, 1859
- Un trabajador aragonés y su perro, 1864
- Caza muerta, 1881
- Parece artista este gato, 1883
- Puente sobre la ría de Socoa, 1884
- Alrededores de San Juan de Luz, 1884
- Bodegón de frutas, 1884
- Bodegón de peces, 1884
- Claustro de la iglesia de San Pedro el Viejo, 1887
- Calle de las Escaleretas, 1887
- Interior del coro de la Catedral de Córdoba, 1890
- Malvaloca de la tierra de María Santísima, 1890
- Pobres pajaritos, 1890
- Crucero de la Catedral de Córdoba, 1892